# جوهو هابوجا
جوهو هابوجا (بالفنلندية: Juho Haapoja) مواليد 22 أكتوبر 1980 في فنلندا، هو ملاكم محترف فنلندي سابق يصنف ضمن فئة الوزن الثقيل.

## إحصائيات
خاض خلال مسيرته 37 نزالا، فاز في 26 وتعادل في 2 وخسر في 7. فاز بالضربة القاضية في 16 نزالا.

## روابط خارجية
- جوهو هابوجا على موقع بوكس ريك (الإنجليزية) (registration required)